# Заречье (Иркутская область)
Заречье — деревня в Нижнеудинском районе Иркутской области

## География
Поселок/Село/Деревня находится в 57 километрах от Атагая.

## Население
По данным Всероссийской переписи населения 2010 года население НП составило 366 человек

## Власть
Деревня в административном плане относится к Заречному муниципальному образованию Нижнеудинского района
Иркутской области